# Affinger Bach
Der Affinger Bach ist ein etwa 7 km langer rechter Zufluss der Friedberger Ach im Gemeindegebiet von Affing im bayerischen Landkreis Aichach-Friedberg.

## Geographie

### Verlauf
Der Affinger Bach entsteht etwa 2,1 km westsüdwestlich der Mitte des Hollenbacher Pfarrdorfs Igenhausen und etwa 1,4 km ostnordöstlich der des Affinger Pfarrdorfs Haunswies bei der aus dem 17. Jahrhundert stammenden katholischen  Wallfahrtskapelle St. Jodok ⊙, die schon auf dem Gemeindegebiet von Affing steht, auf etwa 484 m ü. NHN. Er fließt durchweg in etwa westliche Richtungen, erst durch Haunswies, dann durch Affing selbst, durch Gebenhofen und schließlich durch Anwalting. An dessen Westrand mündet er von rechts und auf etwa 453 m ü. NHN nach einem 7,1 km langen Weg mit mittleren Sohlgefälle von etwa 4,3 ‰ in die dort nordwärts fließende Friedberger Ach.

### Einzugsgebiet
Das Einzugsgebiet ist 26,2 km² groß und liegt naturräumlich gesehen überwiegend im Unterraum Donau-Isar-Hügelland des Unterbayerischen Hügellandes. Ganz im Westen gehört ein schmaler Streifen zum Unterraum Aindlinger Terrassentreppe und der Bach mündet nach dessen Durchquerung am oder gerade eben schon im Unterraum Lech-Wertach-Ebenen der Donau-Iller-Lech-Platte. Am Rand des östlichen Einzugsgebietes werden mehrfach Höhe von über 532 m ü. NHN erreicht, die mit einmal fast 540 m ü. NHN größten liegen aber an der nördlichen im und am Brandholz. Das Gebiet gehört bis auf Randzwickel ganz zur Gemeinde Affing.
Reihum liegen die Einzugsgebiete der folgenden Nachbargewässer:
- Im Norden führt jenseits des Brandholzes der Gamlinggraben den Abfluss der anderen Seite weiter abwärts zur Friedberger Ach;
- im Nordosten liegt das obere Einzugsgebiet des Litzelbachs, der über den Edenhauser Bach noch tiefer die Friedberger Ach speist;
- hinter der östlichen und südöstlichen Wasserscheide laufen deren Zuflüsse Krebsbach, Schneitbach, Schindbach, Griesbach und zuoberst Bachgraben von links zur Paar;
- der Leitenbach im Südwesten strebt zuletzt wieder zur Friedberger Ach.

### Zuflüsse
Liste der direkten Zuflüsse von der Quelle zur Mündung. Mit Gewässerlänge, Einzugsgebiet und Höhe. Andere Quellen für die Angaben sind vermerkt. Auswahl.
- (Zufluss), von rechts auf etwa 473 m ü. NHN kurz vor Haunswies, 0,3 km und 0,6 km²
- (Zufluss), von links auf etwa 473 m ü. NHN in Haunswies, 1,2 km und 3,5 km²
- Lauswiesengraben, von rechts auf etwa 465 m ü. NHN zwischen Haunswies und Affing, 1,0 km und 0,6 km²
- Katzentalgraben, von rechts auf etwa 464 m ü. NHN am oberen Ortsrand von Affing, 1,7 km und 3,5 km²
- Iglbach, von links auf etwa 462 m ü. NHN am unteren Ortsrand von Affing, 1,4 km und 1,7 km²
- Loderbach[BA 2], von links auf etwa 456 m ü. NHN zwischen Gebenhofen und Anwalting, 2,1 km und 4,1 km²

### BayernAtlas („BA“)
Amtliche Online-Gewässerkarte mit passendem Ausschnitt und den hier benutzten Layern: Lauf und Einzugsgebiet des Affinger Bachs

Allgemeiner Einstieg ohne Voreinstellungen und Layer: BayernAtlas der Bayerischen Staatsregierung (Hinweise)
1. 1 2 3 4  Höhe abgefragt auf dem Hintergrundlayer Amtliche Karte (Rechtsklick).
2. ↑  Name Loderbach erschlossen aus dem gleichen Namen des angrenzenden Gewanns auf dem Hintergrundlayer Topographische Karte.

### Sonstige
1. 1 2  Länge nach: Verzeichnis der Bach- und Flussgebiete in Bayern – Flussgebiet Lech bis Naab, Seite 5 des Bayerischen Landesamtes für Umwelt, Stand 2016 (PDF; 2,9 MB) (und Folgeseiten; Seitenzahl kann sich ändern.)
2. 1 2  Einzugsgebiet nach: Verzeichnis der Bach- und Flussgebiete in Bayern – Flussgebiet Lech bis Naab, Seite 5 des Bayerischen Landesamtes für Umwelt, Stand 2016 (PDF; 2,9 MB) (und Folgeseiten; Seitenzahl kann sich ändern.)
3. ↑  Hans Graul: Geographische Landesaufnahme: Die naturräumlichen Einheiten auf Blatt 180 Augsburg. Bundesanstalt für Landeskunde, Bad Godesberg 1962. → Online-Karte (PDF; 4,1 MB)